# Irisglas

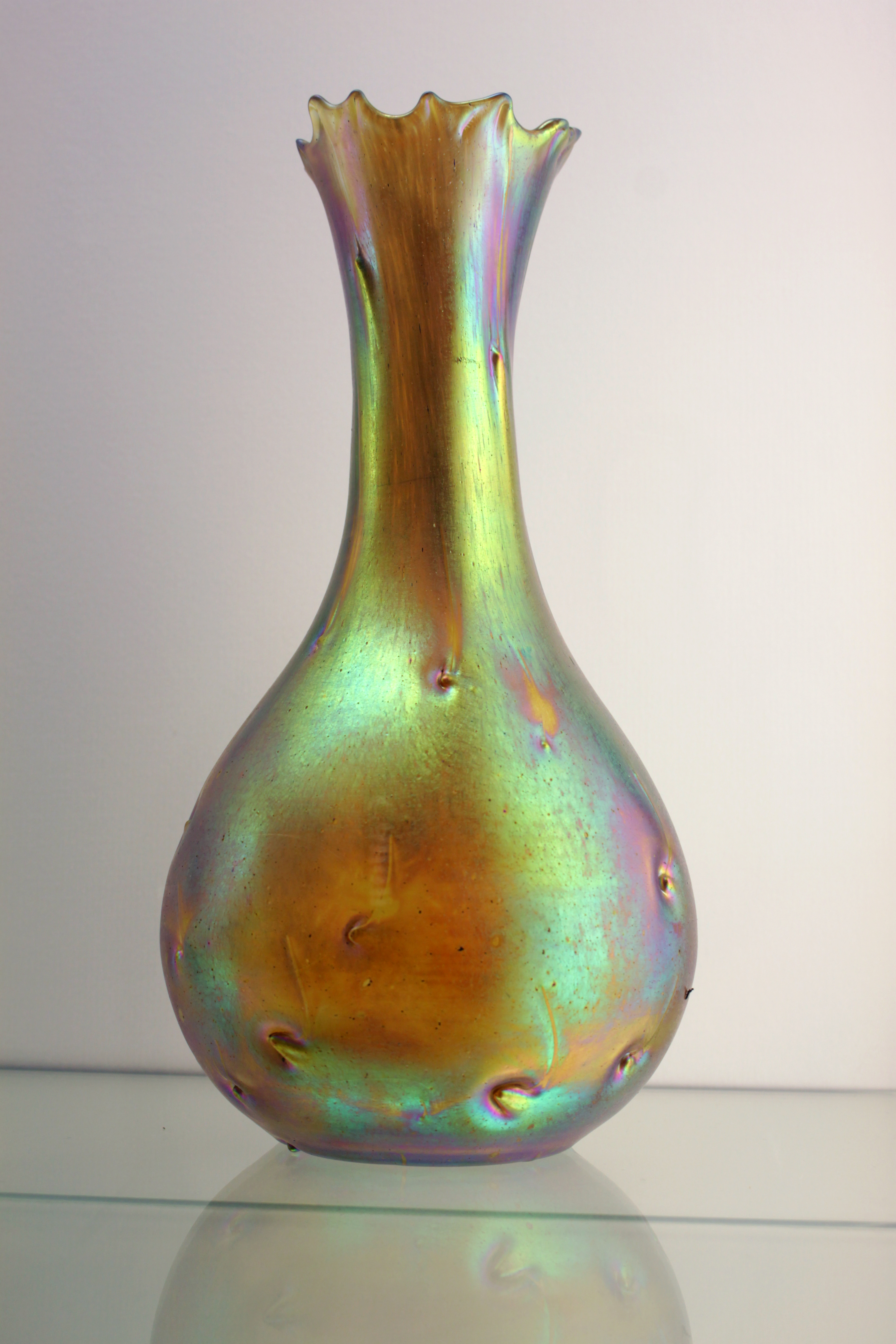
Irisierende Glasvase (Joh. Loetz Witwe, um 1900) aus der Sammlung des Bröhan-Museums

Irisglas (irisierendes Glas) ist durchsichtiges, farbloses oder gefärbtes, in prächtigen Regenbogenfarben schimmerndes Glas.
Es kann erhalten werden, indem man die noch heißen Gegenstände, wie sie vom Glasofen kommen, in einen Raum einführt, welcher mit Dämpfen gefüllt ist, die sich aus einer erhitzten Mischung von Bariumnitrat, Strontiumnitrat und Zinn(II)-chlorid entwickeln. Historisch benutzte man hierzu ein eisernes Gefäß, dessen Boden durch Kohlenfeuer erhitzt wurde und dessen aufklappbarer Deckel eine Öffnung für den Hals der Glasmacherpfeife besaß. Die Einwirkung der Dämpfe darf nur einige Sekunden dauern.
Glas lässt sich auch durch Ioddämpfe und gewisse Glassorten durch Erhitzen mit etwa 15 Prozent Salzsäure enthaltendem Wasser unter einem Druck von 200 bis 500 kPa irisierend machen. Durch Abänderung der Chemikalien und der Temperatur soll man die Farben, in welchen das Glas irisiert, beliebig ändern können. Am besten eignen sich Kristallglas, Hyalithglas und die halbsatten Farbengläser zur Darstellung von Irisglas. Dasselbe wurde zuerst 1872 von Zahn in Ungarn dargestellt. Auf Tonwaren kann man eine irisierende Glasur durch Auftragen von Kalitonerdeglasur unter Zusatz von Aluminiumplatinchlorid darstellen.
Während des Jugendstils erfreute sich Irisglas auch breiter Verwendung bei Glasmosaiken. Eine spezialisierte Fertigungsstätte war die 1836 begründete Glashütte Joh. Loetz Witwe in Unterreichenstein, wo bis 1947 gearbeitet wurde.
Antike Gläser, wie sie aus der Archäologie bekannt sind, irisieren hingegen infolge ihrer Lagerung. Das Irisieren wird in diesem Fall durch die poröse Oberfläche des Glases und das Eindringen von Fremdpartikeln in selbige verursacht. Zu Gebrauchszeiten des Fundes irisierte dieser zumeist nicht.
Besonders häufig findet man irisierendes Glas unter römischen Gläsern, besonders selten jedoch unter keltischen Gläsern, da sich diese durch eine außergewöhnlich glatte, feste Oberfläche auszeichnen.

## Belege
1. ↑  Otto Dammer: Handbuch der anorganischen Chemie, Stuttgart 1893, S. 155.